# Аи Пиластрони (Тревизо)
Аи Пиластрони (итал. Ai Pilastroni) је насеље у Италији у округу Тревизо, региону Венето.
Према процени из 2011. у насељу је живело 30 становника. Насеље се налази на надморској висини од 64 м.